# همه‌چیز از دست رفته‌است
همه چیز از دست رفته‌است (انگلیسی: All Is Lost) یک فیلم به کارگردانی جی. سی. چاندور است که در سال ۲۰۱۳ منتشر شد. تنها بازیگر آن رابرت ردفورد است.
این فیلم نظرات مثبت منتقدین را به خود جلب کرده و برنده چند جایزه از جمله گلدن گلوب و نامزد دریافت بسیاری از جوایز بوده است.